# Motron

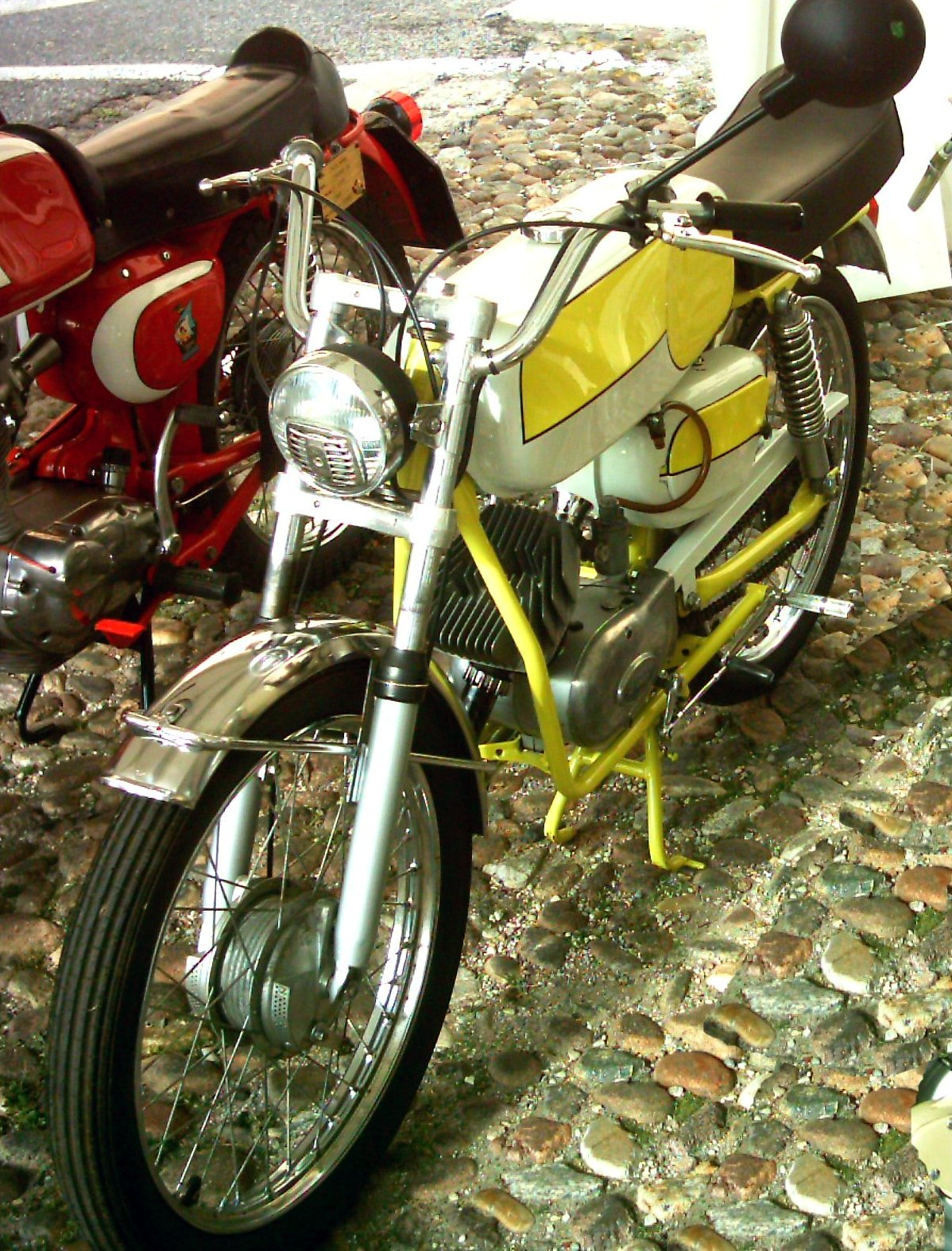
Romeo 50 SS 1970

Romeo en Motron zijn historische Italiaanse merken van bromfietsen van Motron S.p.A, Ditte Fratelli Po di Edoardo Po, uit Modena.
De firma werd in 1961 (volgens andere bronnen 1969) opgericht door Eduardo Po onder de naam Romeo. Hij begon met de bouw van lichte motorfietsjes met 49 cc Minarelli-blokjes.
Toen Eduardo’s zonen Ermanno en Adriano omstreeks 1977 het bedrijf overnamen veranderde de naam in Motron. Zij gingen vooral 50 cc tweetakt bromfietsmodellen maken. 